# Biểu đồ độ sâu

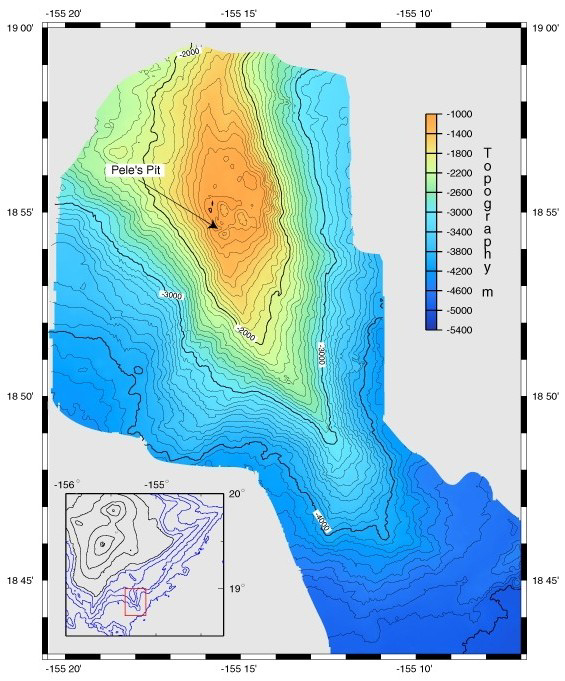
Bản đồ độ sâu của Loihi Seamount

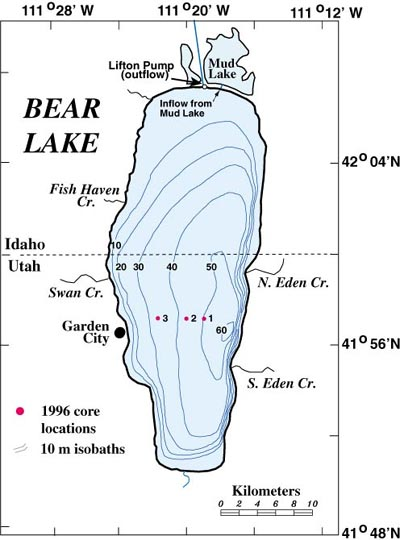
Biểu đồ độ sâu của hồ Bear

Biểu đồ độ sâu tương đương với bản đồ địa hình trên mặt nước. Biểu đồ độ sâu được thiết kế để trình bày mô tả chính xác, có thể đo lường và trình bày trực quan về địa hình ngập nước.
Các cuộc khảo sát và biểu đồ độ sâu gắn chặt hơn với khoa học về hải dương học, đặc biệt là địa chất biển và kỹ thuật dưới nước hoặc các mục đích chuyên ngành khác.
Biểu đồ độ sâu cũng có thể được chuyển đổi thành hồ sơ độ sâu.

## So sánh với biểu đồ thủy văn
Biểu đồ độ sâu khác với biểu đồ thủy văn ở chỗ trình bày một cách chính xác các tính năng dưới nước là mục tiêu, trong khi định vị an toàn là yêu cầu đối với biểu đồ thủy văn.
Biểu đồ thủy văn sẽ che khuất các tính năng thực tế để trình bày một phiên bản đơn giản hóa để giúp các thủy thủ tránh các mối nguy dưới nước.

## Kết hợp biểu đồ độ sâu và bản đồ địa hình
Trong một trường hợp lý tưởng, sự kết hợp của biểu đồ độ sâu và bản đồ địa hình có cùng tỷ lệ và hình chiếu của cùng một khu vực địa lý sẽ liền mạch. Sự khác biệt duy nhất là các giá trị bắt đầu tăng sau khi vượt qua 0 tại mốc đo mực nước biển được chỉ định. Do đó, các ngọn núi của bản đồ địa hình có các giá trị lớn nhất trong khi độ sâu lớn nhất của biểu đồ độ sâu sẽ thể hiện các giá trị lớn nhất.
Nói một cách đơn giản, biểu đồ độ sâu được dự định để hiển thị vùng đất nếu vùng nước quá mức được loại bỏ theo cách chính xác giống như bản đồ địa hình.

## Trong thủy văn
Khảo sát độ sâu là một tập hợp con của khoa học thủy văn. Chúng hơi khác so với các cuộc khảo sát cần thiết để tạo ra sản phẩm thủy văn trong ứng dụng hạn chế hơn và được thực hiện bởi các cơ quan trong nước và quốc tế được giao nhiệm vụ sản xuất biểu đồ và ấn phẩm để điều hướng an toàn. Sản phẩm biểu đồ đó được gọi chính xác hơn là biểu đồ định vị hoặc thủy văn với sự thiên vị mạnh mẽ đối với việc trình bày thông tin an toàn thiết yếu.

## Công cụ tạo biểu đồ độ sâu
Wikipedia có một bộ công cụ có sẵn miễn phí, để tạo bất kỳ loại bản đồ nào, nhưng ban đầu và được sử dụng phổ biến nhất để tạo ra các biểu đồ độ sâu.